# Komisariat Straży Celnej „Lipówka”

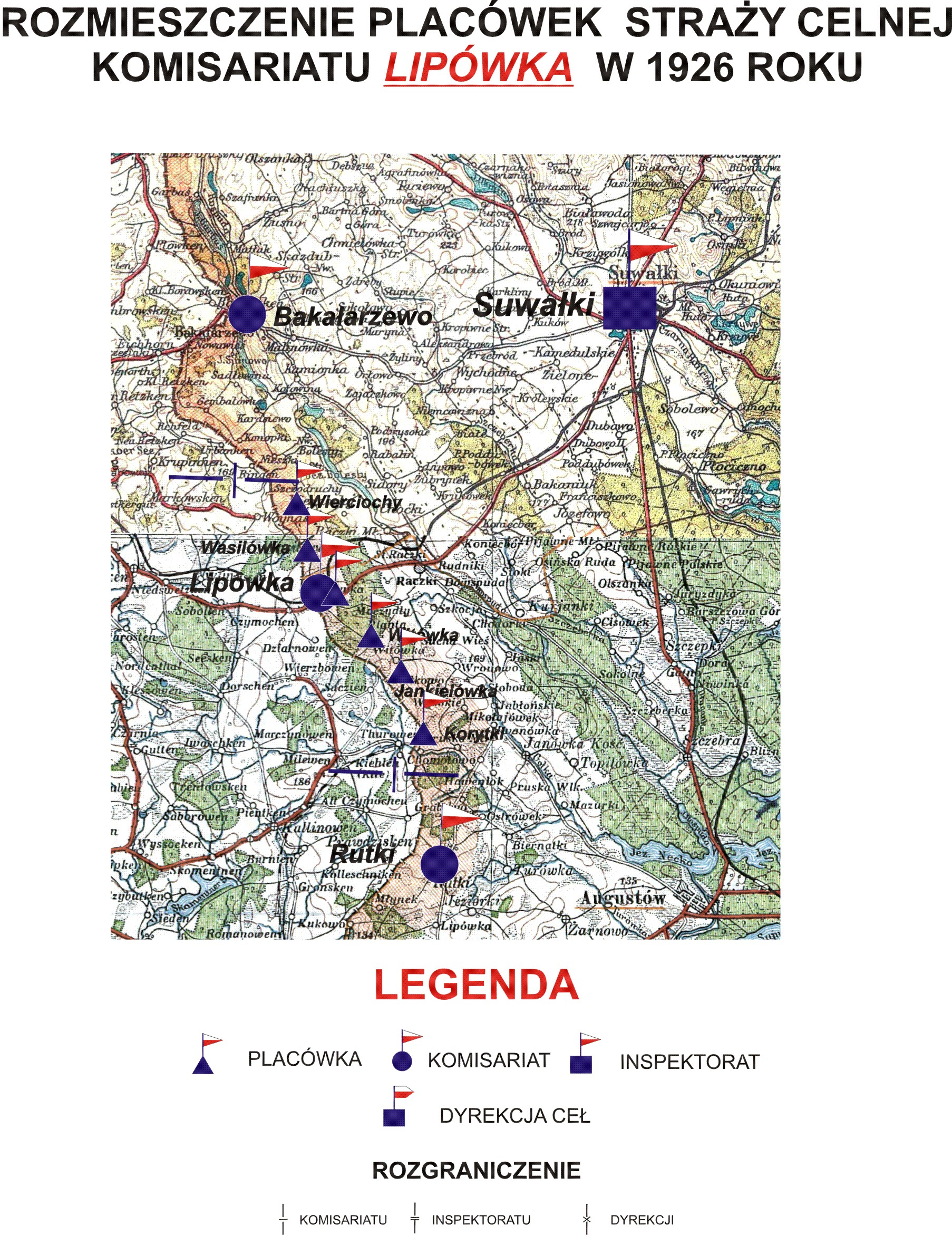
Rozmieszczenie placówek SC komisariatu "Lipówka" w 1926 roku

Komisariat Straży Celnej „Lipówka” – jednostka organizacyjna Straży Celnej pełniąca służbę ochronną na granicy polsko-niemieckiej w latach 1921–1927.

## Formowanie i zmiany organizacyjne
Na wniosek Ministerstwa Skarbu, uchwałą z 10 marca 1920 roku, powołano do życia Straż Celną. Od połowy 1921 roku jednostki Straży Celnej rozpoczęły przejmowanie odcinków granicy od pododdziałów Batalionów Celnych. W 1921 roku w Raczkach stacjonował sztab 3 kompanii 2 batalionu celnego. Kompania wystawiała między innymi placówkę w Lipówce. Proces tworzenia Straży Celnej trwał do końca 1922 roku. Komisariat Straży Celnej „Lipówka”, wraz ze swoimi placówkami granicznymi, wszedł w podporządkowanie Inspektoratu Straży Celnej „Suwałki”.
W latach 1927/1928 został rozwiązany Inspektorat Straży Celnej „Suwałki”. Przekazał on rejon ochranianej granicy państwowej pod jurysdykcję Korpusowi Ochrony Pogranicza. Tym samym rozwiązano też komisariat Straży Celnej „Lipówka”, a funkcjonariusze SC zostali przeniesieni do służby w Urzędach Celnych lub w innych jednostkach Straży Celnej na terenie kraju. Służbę graniczną do 1939 roku pełniła w tym rejonie kompania graniczna KOP „Filipów”.

## Służba graniczna
Sąsiednie komisariaty
- komisariat Straży Celnej „Bakałarzewo” ⇔ komisariat Straży Celnej „Rutki” − 1926

## Funkcjonariusze komisariatu
Obsada personalna w 1926:
- kierownik komisariatu – komisarz Paweł Znamirowski
- pomocnik kierownika komisariatu – komisarz Stefan Rogala Kostecki

## Struktura organizacyjna
Organizacja komisariatu w 1926 roku:
- komenda – Lipówka
- placówka Straży Celnej „Chomontowo”
- placówka Straży Celnej „Korytki”
- placówka Straży Celnej „Jankielówka”
- placówka Straży Celnej „Witówka”
- placówka Straży Celnej „Lipówka”
- placówka Straży Celnej „Wasilówka”[a]
- placówka Straży Celnej „Wierciochy”